# Cynoglossus maculipinnis
Cynoglossus maculipinnis är en fiskart som beskrevs av Hialmar Rendahl 1921. Cynoglossus maculipinnis ingår i släktet Cynoglossus och familjen Cynoglossidae. Inga underarter finns listade i Catalogue of Life.